# Кашине Савонеса (Алесандрија)
Кашине Савонеса је насеље у Италији у округу Алесандрија, региону Пијемонт.
Према процени из 2011. у насељу је живело 52 становника. Насеље се налази на надморској висини од 125 м.